# Гленберн (Мен)
Гленберн (англ. Glenburn) — місто (англ. town) в США, в окрузі Пенобскот штату Мен. Населення — 4648 осіб (2020).

## Демографія
Згідно з переписом 2010 року, у місті мешкали 4594 особи в 1808 домогосподарствах у складі 1300 родин. Було 2018 помешкань
Расовий склад населення:
| - 97,1 % — білих - 0,7 % — корінних американців - 0,5 % — азіатів - 0,4 % — чорних або афроамериканців |

До двох чи більше рас належало 1,1 %. Частка іспаномовних становила 0,4 % від усіх жителів.
За віковим діапазоном населення розподілялося таким чином: 22,1 % — особи молодші 18 років, 67,4 % — особи у віці 18—64 років, 10,5 % — особи у віці 65 років та старші. Медіана віку мешканця становила 41,2 року. На 100 осіб жіночої статі у місті припадало 97,7 чоловіків;  на 100 жінок у віці від 18 років та старших — 96,8 чоловіків також старших 18 років.
Середній дохід на одне домашнє господарство  становив 73 306 доларів США (медіана — 68 125), а середній дохід на одну сім'ю — 80 578 доларів (медіана — 73 162). Медіана доходів становила 45 893 долари для чоловіків та 40 975 доларів для жінок. За межею бідності перебувало 7,5 % осіб, у тому числі 10,1 % дітей у віці до 18 років та 14,3 % осіб у віці 65 років та старших.
Цивільне працевлаштоване населення становило 2474 особи. Основні галузі зайнятості: освіта, охорона здоров'я та соціальна допомога — 35,0 %, мистецтво, розваги та відпочинок — 19,5 %, роздрібна торгівля — 12,3 %, будівництво — 7,6 %.